# ژاری
ژاری (به لاتین: Žari) یک منطقهٔ مسکونی در مونته‌نگرو است که در مویکوواس واقع شده‌است. ژاری ۳۰۱ نفر جمعیت دارد.